# Hans-Georg Herrmann
Hans-Georg Herrmann (* 13. April 1935; † 22. November 2001) war ein deutscher Sportpädagoge, Hochschullehrer und Handballfunktionär.

## Leben
Herrmann, der aktiv Handball spielte, studierte an der Pädagogischen Fakultät der Karl-Marx-Universität in Leipzig und arbeitete hernach in Stendal und später in Leipzig als Sportlehrer. Ab 1960 war er am Institut für Theorie und Methodik des Schulsports an der Deutschen Hochschule für Körperkultur (DHfK) als wissenschaftlicher Assistent tätig, 1966 schloss er seine Doktorarbeit (Thema: „Zur Gestaltung eines intensiven Übungsbetriebs in allgemeinen Sportgruppen der Mittelstufe: dargestellt auf der Grundlage eines pädagogischen Experiments mit Schülern der 5. Klasse“) ab. Herrmann wurde stellvertretender Leiter des DHfK-Instituts für Theorie und Methodik des Schulsports und 1969 Direktor der Sektion Leitungs- und Erziehungswissenschaften.
Ab 1971 war er an der DHfK Prorektor für Prognose und Wissenschaftsentwicklung, ab 1972 Prorektor der DHfK. 1978 trat Herrmann an der Hochschule eine Professur für Leitung und Planung der sozialistischen Körperkultur an und wurde zudem Rektor der DHfK. Letzteres Amt hatte er bis 1987 inne. In seiner Arbeit befasste er sich unter anderem mit „gesellschaftlichen Bedingungen und Faktoren für die Entwicklung von Körperkultur und Sport“ in der DDR sowie der Trainerausbildung.
Zwischen 1984 und 1990 war er Präsident des Handballverbandes der Deutschen Demokratischen Republik (DHV). Als Funktionär des Internationalen Handballverbandes (IHF) war Herrmann unter anderem bei zahlreichen Länderspielen als Sekretär und Kampfrichter im Einsatz und saß dem IHF-Ausschuss für Öffentlichkeitsarbeit vor. 1997 gehörte Herrmann zu den Verfassern des Jubiläumsbuches zum 50-jährigen Jubiläum des IHF.